# Ullerøy
Ullerøy är en tidigare tätort i Sarpsborgs kommun i Østfold fylke i sydöstra Norge. Bebyggelsen som räknades till tätorten ligger längs fylkesväg 1178, sydväst om tätorten Skjeberg. Längre norrut, vid sidan av fylkesväg 130, ligger Ullerøy kyrka.
Tidigare har orten tillhört dåvarande Skjebergs kommun.
Sedan 2013 räknas orten inte längre som en tätort.

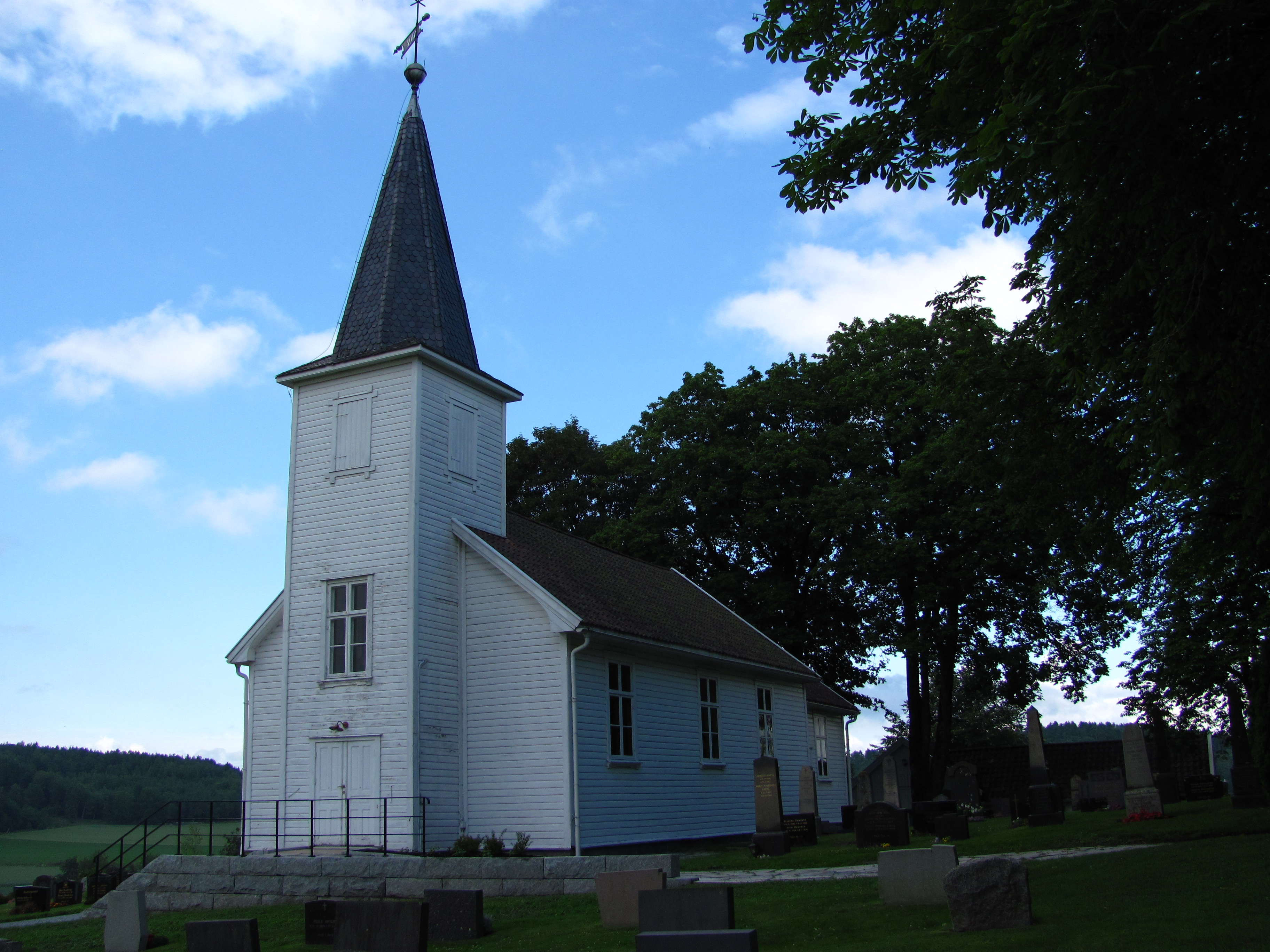
Ullerøy kyrka.